# Geoffrey Lewis
Geoffrey Lewis, född 31 juli 1935 i San Diego, Kalifornien, död 7 april 2015 i Los Angeles, Kalifornien, var en amerikansk skådespelare.
Lewis syntes i ett stort antal filmer och TV-serier sedan början av 1970-talet, ofta i biroller. Han medverkade i ett flertal filmer med Clint Eastwood.
Lewis var scientolog. Han var gift två gånger och hade flera barn, varav ett är skådespelerskan och sångerskan Juliette Lewis.

## Filmografi
- 1972 – Det ruttna gänget